# Китодар Тодоров
Китода̀р Пламенов То̀доров е български актьор.

## Биография и творчество
Роден е на 15 септември 1974 г. в София. Завършва НАТФИЗ „Кръстьо Сарафов“ през 1998 г.
Познат е на публиката с предаванията „Пътеводител на историческия стопаджия“, „Сладко отмъщение“, „Пълна лудница“ и други, а и с YouTube поредицата си „Петък точно в пет“, където той приема образа на български граждани, олицетворяващи архетипите на българския манталитет. Той също така е и рекламно лице на „Амстел“ и „Хенди“. От 12.11.2019 г. е автор на Gaming stream канал – KITOGAMING.

## Филмография
- „Остатъци“ (1999) – мутра
- „Асистентът“ (2002) – Иво Чикагото
- „Извън релси“ (2002)
- „Ганьо Балкански се завърна от Европа“ (4-сер. тв, 2004) – (в 2 серии: III и IV)
- „Пътуване към Йерусалим“ (2003)
- Fyeld – „I Scream“ (2003)
- „Капан“ (2004) - убитият престъпник
- „Маймуни през зимата“ (2006) – софиянеца
- „Приключенията на един Арлекин“ (4-сер. тв, 2007) – (в серия: II)
- „Преследвачът“ (тв, 2008)
- „Фокусници“ (2009)
- „Домашен арест“ (2011 – 2013) – бат Кольо; приятел на Коцето
- „Операция „Шменти капели““ (2011) – полицай Верев
- „Революция Z: Секс, лъжи и музика“ (2012) – чичо Пепи
- „Под прикритие“ (2014) – митничар
- True Bloodthirst (2012) – лекар
- „Отчуждение“ (2013)
- „Корпус за бързо реагиране 2: Ядрена заплаха“ (2014) – химикът
- „Събирач на трупове“ (2015)
- „Летовници“ (2016) – Антон
- „Слава“ (2016) – Валери
- „8’19’’“ (2018), 6 новели
- „Столичани в повече“ (2019) – охранителят
- „Ятаган“ (2020) – Мирчев
- „Съни бийч" (2021) – Стойко
- „Рая на Данте“ (2021) – Собственик на печатница
- „Като за последно“ (2021) – Григор
- „Чичо Коледа“ (2021) – Киро
- „Завръщане 2“ (2022) – Цветодар
- „Добрият шофьор“ (2022) - полицай
- „Късата клечка“ (2022)
- „Жълт олеандър“ (2022) – професор Бранимир Китов
- „Игра на доверие“ (2023)
- „Гунди – Легенда за любовта“ (2024) – служител